# 2611 Boyce
A 2611 Boyce (ideiglenes jelöléssel 1978 VQ5) a Naprendszer kisbolygóövében található aszteroida. Eleanor F. Helin, Schelte J. Bus fedezte fel 1978. november 7-én.